# Parasagitta megalophthalma
Parasagitta megalophthalma är en djurart som tillhör fylumet pilmaskar, och som först beskrevs av Dallot och Ducret 1969.  Parasagitta megalophthalma ingår i släktet Parasagitta och familjen Sagittidae. Inga underarter finns listade i Catalogue of Life.